# Saison 1 de Loft Story (France)
La première saison de Loft Story, émission française de téléréalité, a été diffusée sur M6 du 26 avril 2001 au 5 juillet 2001.
Elle a été remportée par Loana Petrucciani et Christophe Mercy.

## Dispositif
Le loft de 225 m2 entouré d'un jardin de 380 m2 est construit sur le parking du studio 103 de La Plaine Saint-Denis. Le décor comprend des meubles Ikéa avec qui le producteur a signé un accord, des murs et du mobilier aux tons acidulés et, imposés par le responsable des programmes de M6 Alexis de Gemini (amateur d'art moderne) des dessins inspirés des sérigraphies d'Andy Warhol.
Sur les 13 000 dossiers de candidatures, 2 000  à   3 000 personnes sont auditionnées. Une équipe de 7 psychanalystes en retient 350 qui sont filmées face caméra. Un dossier médical est établi pour les 100 derniers candidats en lice, après un entretien avec le psychiatre Didier Destal pour évaluer leur capacité à résister à un enfermement de 10 semaines et une discussion avec la productrice. Finalement sont sélectionnés 12 « lofteurs » et leurs « spares » (candidats de remplacement), dont les casiers judiciaires sont, par manque de temps, mal vérifiés. ASP Production s'engage à leur verser, pendant la période d'enfermement, un défraiement de 10 000 francs/mois. Considérant que c'est un jeu, ASP ne leur délivre pas de contrat de travail mais un contrat de participation, ce qui vaudra une visite de l'inspection du travail en plein tournage. ASP a d'ailleurs fait signer des clauses léonines et le CSA a dû intervenir pour les faire modifier, tandis que les candidats, en plein jeu, ont à plusieurs reprises tenté de renégocier les contrats (montant du défraiement, droit à l'image après leur sortie du loft), ces scènes étant coupées par la réalisation.

## Candidats
Ce casting révèle un étalage d'archétypes prédéterminés pour donner selon Gemini une image de la France aux Français : Loana la bimbo gogo-danseuse romantique, abandonnée par son père ; Aziz responsable de sécurité dans un casino ; Steevy l'adulescent peroxydé légèrement maniéré, fasciné par la jet-set et qui rêve de devenir danseur ; Kenza la métisse, (réfugiée irakienne en France après la guerre du Golfe et ex-animatrice radio) frondeuse passionnée par les médias ; Laure la bourgeoise « fashion victim » avec un piercing sur la langue ; Julie la bonne copine ; Philippe l'intello à l'humour potache ; Jean-Édouard le DJ dragueur ; Delphine la fille nature (propriétaire d'un poney-club) au caractère bien trempé ; David, l'hurluberlu chanteur de hard-rock de Marseille ; Christophe l'étudiant toulousain en sociologie plutôt tranquille.
Les candidats sont présentés comme des stars lors d'une mise en scène : à vingt heures précises, le ballet des limousines commence devant un hôtel, puis les conduit à La Plaine-Saint-Denis sur le plateau du « prime » près du loft. Ils paradent sur un tapis rouge avec leurs petites valises siglées d'un œil stylisé (logo de l'émission) tandis que des photographes et le public sont massés derrière les barrières.

## Déroulement de la saison
| Nom du candidat      | Vrai nom             | Période                        | Statut    |
| -------------------- | -------------------- | ------------------------------ | --------- |
| Christophe, 24 ans   | Christophe Mercy     | 26 avril 2001 – 5 juillet 2001 | vainqueur |
| Loana, 23 ans        | Loana Petrucciani    | 26 avril 2001 – 5 juillet 2001 | vainqueur |
| Jean-Édouard, 20 ans | Jean-Édouard Lipa    | 26 avril 2001 – 5 juillet 2001 | second    |
| Laure, 24 ans        | Laure de Lattre      | 26 avril 2001 – 5 juillet 2001 | seconde   |
| Fabrice, 29 ans      | Fabrice Beguin       | 3 mai 2001 – 21 juin 2001      | éliminé   |
| Kimy, 24 ans         | Akima Bendacha       | 7 mai 2001 – 14 juin 2001      | éliminée  |
| Philippe, 27 ans     | Philippe Bichot      | 26 avril 2001 – 7 juin 2001    | éliminé   |
| Julie, 24 ans        | Julie Bouville       | 26 avril 2001 – 31 mai 2001    | éliminée  |
| Steevy, 21 ans       | Steevy Boulay        | 26 avril 2001 – 24 mai 2001    | éliminé   |
| Kenza, 25 ans        | Kenza (Manal) Braïga | 26 avril 2001 – 17 mai 2001    | éliminée  |
| Aziz, 28 ans         | Aziz Essayed         | 26 avril 2001 – 10 mai 2001    | éliminé   |
| Delphine, 22 ans     | Delphine Castex      | 26 avril 2001 – 6 mai 2001     | abandon   |
| David, 25 ans        | David Cohen          | 26 avril 2001 – 1er mai 2001   | abandon   |

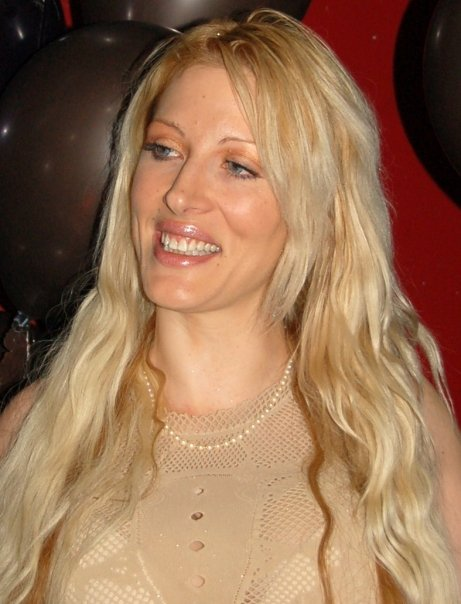
Loana Petrucciani
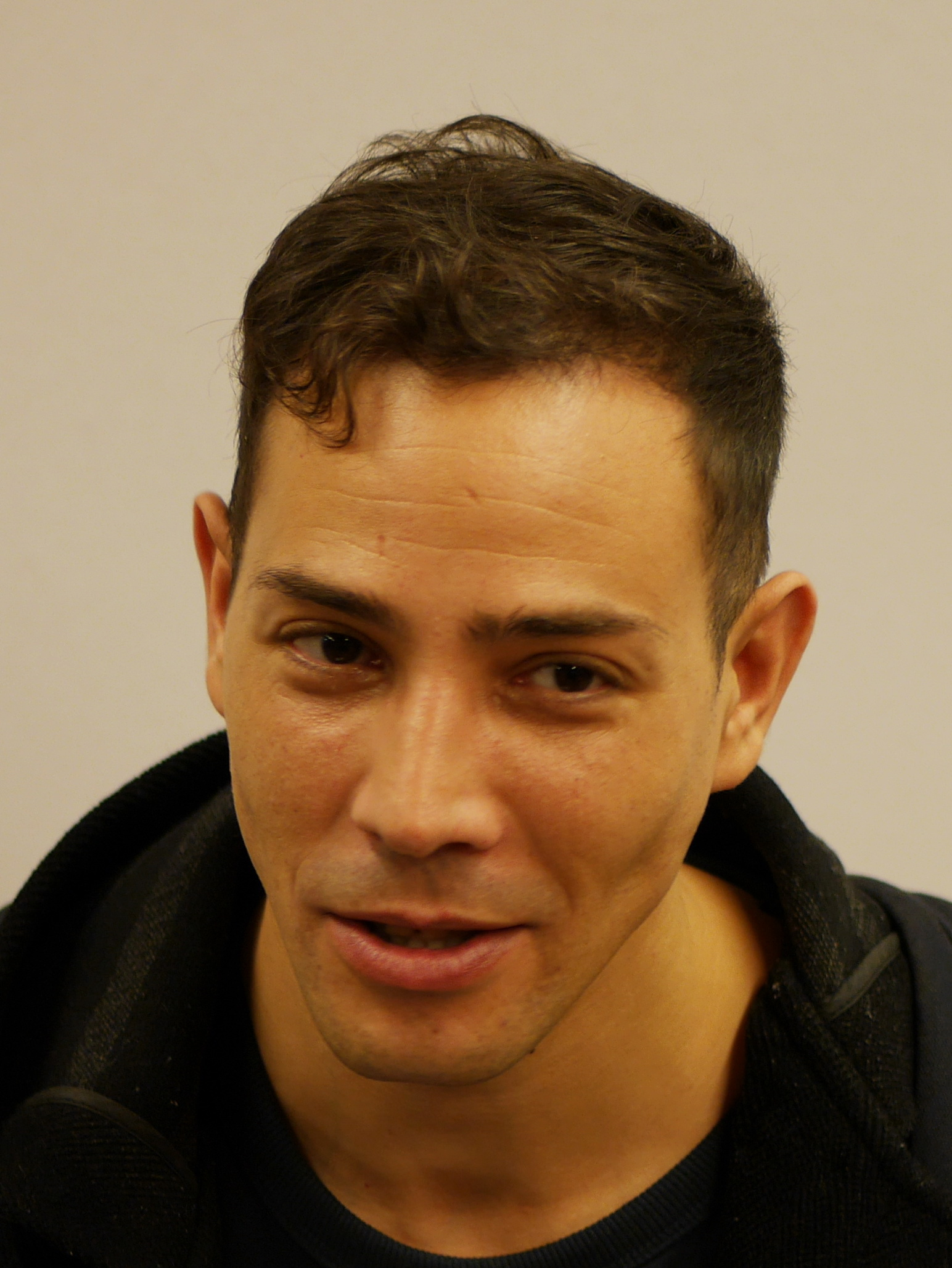
Steevy Boulay
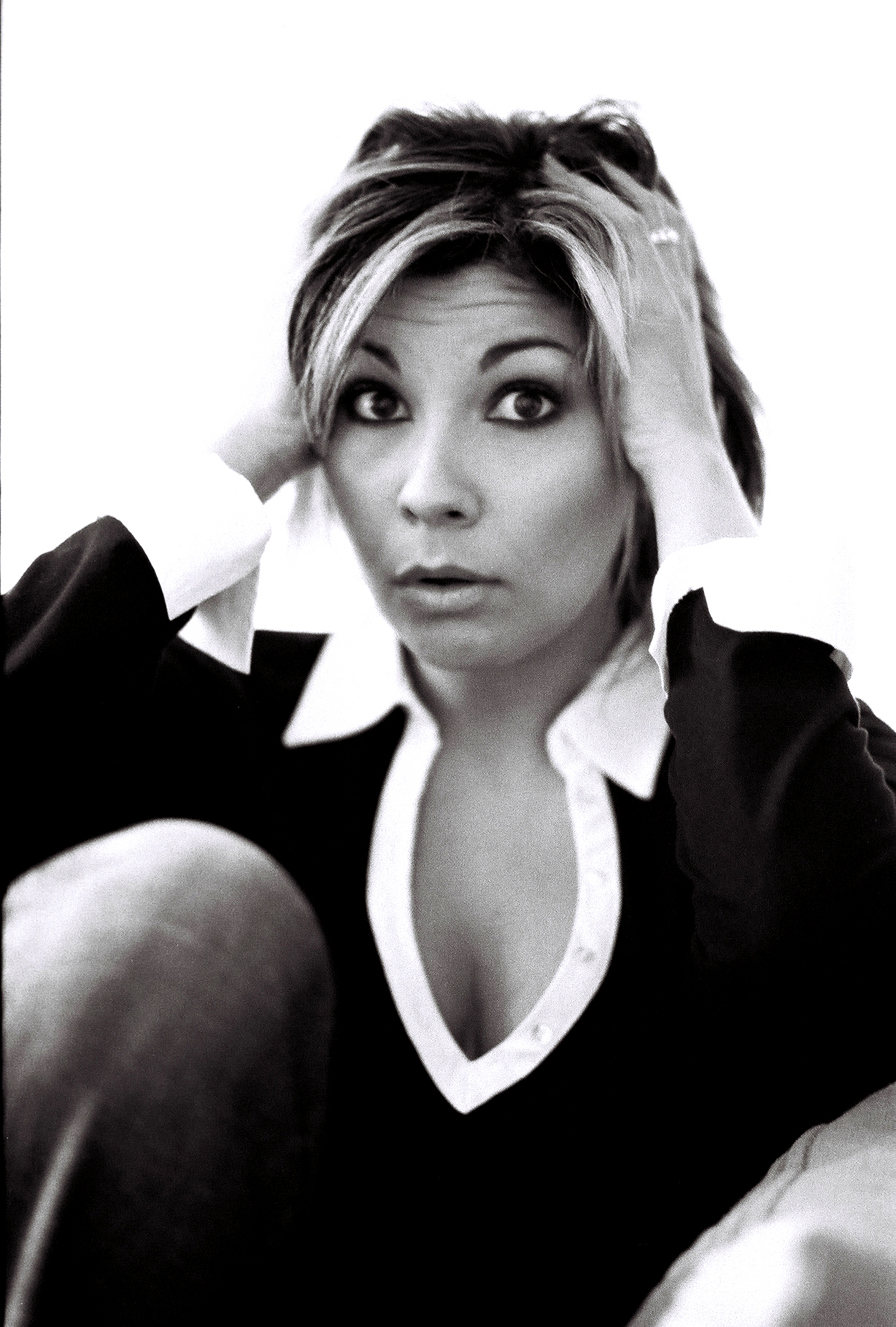
Kenza Braiga

## Nominations
|                          | Semaine 1       | Semaine 2                                              | Semaine 3                 | Semaine 4                    | Semaine 5                                  | Semaine 6                          | Semaine 7                             | Semaine 8                                            | Semaine 10         | Semaine 10              |
| Femmes                   | Semaine 1       | Semaine 2                                              | Semaine 3                 | Semaine 4                    | Semaine 5                                  | Semaine 6                          | Semaine 7                             | Semaine 8                                            | Hommes             |                         |
| ------------------------ | --------------- | ------------------------------------------------------ | ------------------------- | ---------------------------- | ------------------------------------------ | ---------------------------------- | ------------------------------------- | ---------------------------------------------------- | ------------------ | ----------------------- |
| Christophe               |                 |                                                        | Kenza, Laure              |                              | Laure, Loana                               |                                    |                                       |                                                      |                    | vainqueur               |
| Loana                    |                 | Steevy, Aziz                                           |                           | Steevy, Philippe             |                                            | Philippe, Fabrice                  |                                       |                                                      | vainqueur          |                         |
| Jean-Édouard             |                 |                                                        | Kenza, Laure              |                              | Loana, Julie                               |                                    |                                       |                                                      |                    | second                  |
| Laure                    |                 | Aziz, Jean-Édouard                                     |                           | Steevy, Fabrice              |                                            | Philippe, Christophe               |                                       |                                                      | seconde            |                         |
| Fabrice                  | entrée jour 8   |                                                        | Kenza, Laure              |                              | Laure, Julie                               |                                    |                                       |                                                      | éliminé (jour 57)  | éliminé (jour 57)       |
| Kimy                     | entrée jour 12  | entrée jour 12                                         |                           | Steevy, Fabrice              |                                            | Fabrice, Jean Édouard              |                                       | éliminée (jour 50)                                   | éliminée (jour 50) | éliminée (jour 50)      |
| Philippe                 |                 |                                                        | Kenza, Laure              |                              | Laure, Kimy                                |                                    | éliminé (jour 43)                     | éliminé (jour 43)                                    | éliminé (jour 43)  | éliminé (jour 43)       |
| Julie                    |                 | Aziz, Jean-Édouard                                     |                           | Steevy, Fabrice              |                                            | éliminée (jour 36)                 | éliminée (jour 36)                    | éliminée (jour 36)                                   | éliminée (jour 36) | éliminée (jour 36)      |
| Steevy                   |                 |                                                        | Kimy, Loana               |                              | éliminé (jour 29)                          | éliminé (jour 29)                  | éliminé (jour 29)                     | éliminé (jour 29)                                    | éliminé (jour 29)  | éliminé (jour 29)       |
| Kenza                    |                 | Philippe, Jean-Édouard                                 |                           | éliminée (jour 22)           | éliminée (jour 22)                         | éliminée (jour 22)                 | éliminée (jour 22)                    | éliminée (jour 22)                                   | éliminée (jour 22) | éliminée (jour 22)      |
| Aziz                     |                 |                                                        | éliminé (jour 15)         | éliminé (jour 15)            | éliminé (jour 15)                          | éliminé (jour 15)                  | éliminé (jour 15)                     | éliminé (jour 15)                                    | éliminé (jour 15)  | éliminé (jour 15)       |
| Delphine                 |                 | abandon (jour 11)                                      | abandon (jour 11)         | abandon (jour 11)            | abandon (jour 11)                          | abandon (jour 11)                  | abandon (jour 11)                     | abandon (jour 11)                                    | abandon (jour 11)  | abandon (jour 11)       |
| David                    |                 | abandon (jour 6)                                       | abandon (jour 6)          | abandon (jour 6)             | abandon (jour 6)                           | abandon (jour 6)                   | abandon (jour 6)                      | abandon (jour 6)                                     | abandon (jour 6)   | abandon (jour 6)        |
| Soumis au vote du public |                 | Aziz Jean-Édouard                                      | Kenza Laure               | Fabrice Steevy               | Julie Laure Loana                          | Fabrice Philippe                   | Kimy Laure Loana                      | Christophe Fabrice Jean-Édouard                      | Laure Loana        | Christophe Jean-Édouard |
| Départ                   | David (abandon) | Jean-Edouard - 50,4 % Aziz – 49,6 % Delphine (abandon) | Laure - 54 % Kenza – 46 % | Fabrice 53 % - Steevy – 47 % | Loana - 40,6 % Laure - 31 % Julie - 28,4 % | Fabrice 50,5 % - Philippe – 49,5 % | Loana - 45 % Laure - 37 % Kimy – 18 % | Jean-Edouard - 37 % Christophe - 35 % Fabrice – 28 % | Laure – 34 %       | Jean-Édouard – 43 %     |
| Départ                   | David (abandon) | Jean-Edouard - 50,4 % Aziz – 49,6 % Delphine (abandon) | Laure - 54 % Kenza – 46 % | Fabrice 53 % - Steevy – 47 % | Loana - 40,6 % Laure - 31 % Julie - 28,4 % | Fabrice 50,5 % - Philippe – 49,5 % | Loana - 45 % Laure - 37 % Kimy – 18 % | Jean-Edouard - 37 % Christophe - 35 % Fabrice – 28 % | Loana – 66 %       | Christophe – 57 %       |

## Audiences
La diffusion de Loft Story 24 h sur 24 sur le canal 27 de TPS attire 100 000 abonnés du bouquet-satellite, qui déboursent 70 francs (10,67 euros) pour avoir pignon sur loft.
Le lancement de la première saison, le 26 avril 2001, a réuni environ 5 millions de téléspectateurs soit 26,1 % de part d'audience.
Face au succès de la quotidienne, M6 recule sa programmation à 19 h face au jeu Le Bigdil animé par Vincent Lagaf’ et qui domine la sacro-sainte tranche de l'access prime-time. Certains soirs, M6 attire 50 % des ménagères de moins de 50 ans contre 30 % pour TF1. Le 10 mai, le prime-time réunit 11 millions de téléspectateurs, soit plus de 37 % de parts de marché. Face à cette humiliation, le PDG de TF1 Patrick Le Lay publie une tribune libre dans Le Monde le 11 mai 2001 et évoque la transgression d'un accord passé entre les deux chaînes pour ne pas faire dans la « trash TV ». Nicolas de Tavernost, président du directoire du Groupe M6, lui répond que TF1 a programmé Koh-Lanta et que la « violence des propos du président de TF1 est proportionnelle au succès de Loft Story ».
Par la suite, l'émission réalise d'excellentes audiences qui seront les meilleures de l'année au profit de M6 (qui a investi 69 millions de francs pour cette émission) et au détriment de sa principale concurrente TF1.
La finale de cette première saison a rassemblé 7 294 680 téléspectateurs pour 49,6 % de part de marché sur toute la longueur de l’émission (près de 5 h). Un pic d'audience à 11,7 millions a même été enregistré lors de l'annonce de la victoire de Loana et Christophe à 23 h 10. Des scores alors historiques pour M6.

### Prime
| Épisode | Diffusion      | Téléspectateurs | Parts de marché | Classement des audiences de la soirée | Référence |
| ------- | -------------- | --------------- | --------------- | ------------------------------------- | --------- |
| 1       | 26 avril 2001  | 5 233 140       | 26,1 %          | 2e                                    | ,         |
| 2       | 3 mai 2001     | 6 343 200       | 28,5 %          | 2e                                    | ,         |
| 3       | 10 mai 2001    | 7 664 700       | 38,1 %          | 2e                                    | ,         |
| 4       | 17 mai 2001    | 7 717 560       | 36 %            | 1er                                   | ,         |
| 5       | 24 mai 2001    | 7 083 240       | 36 %            | 2e                                    | ,         |
| 6       | 31 mai 2001    | 7 294 680       | 36 %            | 2e                                    | ,         |
| 7       | 7 juin 2001    | 6 977 250       | 33,8 %          | 2e                                    | ,         |
| 8       | 14 juin 2001   | 6 766 080       | 33,6 %          | 2e                                    | ,         |
| 9       | 21 juin 2001   | 5 973 180       | 35,9 %          | 2e                                    | ,         |
| 10      | 28 juin 2001   | 7 347 540       | 36,2 %          | 2e                                    | ,         |
| 11      | 5 juillet 2001 | 7 294 680       | 49,6 %          | 1er                                   | ,         |

Sur fond vert : plus hauts chiffres d'audiences
Sur fond rouge : plus bas chiffres d'audiences

### Quotidienne
Ce tableau recense les audiences moyenne de la quotidienne pour chaque semaine à partir de sa diffusion à 19 h (semaine 4).
| Semaine | Dates                      | Téléspectateurs                         | Parts de marché                         | Classement des audiences                | Référence                               |
| ------- | -------------------------- | --------------------------------------- | --------------------------------------- | --------------------------------------- | --------------------------------------- |
| 1       | Du 30 avril au 4 mai 2001  | Audience inconnue (diffusion à 18 h 15) | Audience inconnue (diffusion à 18 h 15) | Audience inconnue (diffusion à 18 h 15) | Audience inconnue (diffusion à 18 h 15) |
| 2       | Du 7 au 11 mai 2001        | Audience inconnue (diffusion à 18 h 15) | Audience inconnue (diffusion à 18 h 15) | Audience inconnue (diffusion à 18 h 15) | Audience inconnue (diffusion à 18 h 15) |
| 3       | Du 14 au 18 mai 2001       | Audience inconnue (diffusion à 18 h 15) | Audience inconnue (diffusion à 18 h 15) | Audience inconnue (diffusion à 18 h 15) | Audience inconnue (diffusion à 18 h 15) |
| 4       | Du 21 au 25 mai 2001       | 5 497 440                               | 35,8 %                                  | 1er                                     | [ 15 ]                                  |
| 5       | Du 28 mai au 1er juin 2001 | 5 550 300                               | 36,4 %                                  | 1er                                     | [ 15 ]                                  |
| 6       | Du 4 au 8 juin 2001        | 5 391 720                               | 33,1 %                                  | 1er                                     | [ 15 ]                                  |
| 7       | Du 11 au 15 juin 2001      | 5 338 860                               | 34,3 %                                  | 1er                                     | [ 15 ]                                  |
| 8       | Du 18 au 22 juin 2001      | 5 021 700                               | 34,5 %                                  | 1er                                     | [ 15 ]                                  |
| 9       | Du 25 au 29 juin 2001      | 4 440 240                               | 31,9 %                                  | 1er                                     | [ 15 ]                                  |
| 10      | Du 2 au 5 juillet 2001     | 4 281 660                               | 29,8 %                                  | 1er                                     | [ 15 ]                                  |

Sur fond vert : plus hauts chiffres d'audiences
Sur fond rouge : plus bas chiffres d'audiences

## Faits notables
Le 28 avril 2001 a lieu le premier événement qui fait basculer l'émission dans une autre dimension : Loana et Jean-Édouard ont eu un rapport sexuel dans la piscine du loft. La scène a été coupée sur TPS et M6 ne montre que la scène du baiser dans son émission quotidienne mais le site de M6 est piraté et la vidéo complète des ébats fait le tour d'Internet.
En 2001, Julie et Christophe forment le seul couple issu de la télé réalité en France qui soit encore uni. Ils sont mariés et ont eu deux enfants,.